# E (álbum de Ecco2K)
E (estilizado como un signo de estimación, ℮) es el primer álbum de estudio del cantante sueco-británico Ecco2K. Lanzado de forma sorpresiva el 27 de noviembre de 2019 bajo el sello Year0001, marcó un giro en su carrera, previamente centrada en colaboraciones con otros artistas, como Yung Lean y Yves Tumor. La creación del álbum comenzó tras su decisión de dejar su empleo en la marca de moda Eytys. Grabado en diversas ciudades, E fue producido por Gud y Whitearmor. Musicalmente, recibió elogios por su enfoque innovador, destacando su sonido futurista y la profundidad personal de sus letras, que contrastan con sus trabajos anteriores. 

## Antecedentes y lanzamiento
Antes del lanzamiento de E, Ecco2K mantenía una imagen enigmática que lo distinguía en la escena musical. Desde 2013, había lanzado música bajo ese seudónimo, ganándose reconocimiento por su participación en proyectos de otros artistas: como miembro del colectivo Drain Gang, director creativo de Yung Lean y editor de videos musicales para Yves Tumor. Ecco2K describió el invierno de 2018, cuando el álbum aún estaba en sus primeras etapas, como "un período de rápido crecimiento y autodescubrimiento". En ese tiempo, acababa de abandonar su empleo como diseñador y retocador fotográfico en la marca de moda Eytys, lo que le permitió enfocarse en priorizar el autocuidado como parte fundamental de su proceso creativo.
La grabación de E se llevó a cabo en múltiples ciudades, incluyendo Estocolmo, Berlín, Los Ángeles, Londres, Falun y Bangkok. Durante el proceso, Ecco2K optó por aislarse intencionalmente de sus amigos y colaboradores, describiendo esta experiencia como "la primera vez en la que [él] comenzó a recibir ayuda". El álbum fue producido ejecutivamente por Gud y Whitearmor y estuvo precedido por los sencillos "AAA Powerline" y "Fruit Bleed Juice", este último acompañado de un video musical.
Lanzado el 27 de noviembre de 2019 bajo el sello Year0001, E marcó un nuevo capítulo en la carrera de Ecco2K, quien posteriormente realizó una gira por Europa para promocionar el álbum. Además, el 29 de enero de 2020, presentó el video musical de su canción "Peroxide", filmado en el parque eólico Lillgrund, y el 30 de julio lanzó el video de "Security!".

## Composición
E representa un giro significativo respecto a las producciones previas de rap y hip hop de Ecco2K. Nadine Smith, escritora para Dazed y Pitchfork, lo definió como pop contemporáneo, y esta última añadió que se trata del álbum más cercano al pop dentro de la escena rap de Estocolmo hasta ese momento. Por su parte, Yannik Gölz de laut.de lo describió como un hip-hop tan deconstruido que se fusiona con la música experimental y ambiental. Otros críticos coincidieron en destacar su carácter futurista.
David Crone de AllMusic señaló que E consolidó el sonido vanguardista que Ecco2K había estado desarrollando a lo largo de la década, mientras que Gölz lo consideró una mezcla de hip-hop y electrónica futurista. Anthony Fantano de The Needle Drop lo definió como una combinación de futurismo y new age, incorporando elementos de Unknown Death 2002 de Yung Lean: trap, art pop, glitch, electrónica experimental y la estética de PC Music. Zac Cazes de The Quietus destacó el equilibrio del álbum entre electrónica psicodélica y dream pop mientras que Laird Borrelli-Persson de Vogue afirmó que, a pesar de su "producción atmosférica", el álbum transmite una sensación de urgencia incluso en sus momentos más oníricos.
En cuanto a la lírica, Jordan Darville de The Fader describió E como un "proyecto de éxitos subliminales", evocando una sensación "regia y desolada, como una escultura de mármol que narra una tragedia indescriptible". Thomas Sobolik de The Face consideró que el álbum conecta directamente con los pensamientos de Ecco2K, destacando sus letras vívidas y una interpretación honesta. Según Sobolik, las canciones abordan temas como el anhelo romántico, el abuso de sustancias, el insomnio y el miedo existencial, construyendo un arco narrativo de redención a través de letras oblicuas y de naturaleza onírica.
Anthony Fantano describió la composición como "impresionista", mientras que Levi Hielle-Bergstrom de Nöjesguiden resaltó los contrastes del álbum: melodías encantadoras y producciones experimentales que coexisten con letras frágiles, explorando desde el amor hasta la autodestructividad. Gölz añadió que, aunque el álbum tiene un enfoque minimalista, ofrece una experiencia sensorial maximalista.
Desde otra perspectiva, Borrelli-Persson reflexionó sobre cómo las letras exploran la tensión entre la percepción y la realidad, así como entre el yo social y el interior. Smith observó que las letras están impregnadas de angustia y autodesprecio, mientras que Borrelli-Persson destacó cómo Ecco2K, a pesar de aceptar sus diferencias como fortalezas, muestra una profunda vulnerabilidad en el álbum.
Finalmente, en el aspecto vocal, Zac Cazes señaló que Ecco2K utiliza un falsete extremadamente alto y autoafinado, mientras que Gölz destacó la centralidad de su voz suave y etérea, que aporta un carácter único a E.

## Personal
- Gud – producción ejecutiva, mezcla
- Whitearmor – producción ejecutiva
- Robin Schmidt – masterización
- Zak Arogundade – dirección creativa, dirección de arte
- Victor Svedberg – diseño adicional
- Daniel Sannwald – fotografía